# George Goldie
George Dashwood Taubman Goldie, född den 20 maj 1846 på Isle of Man, död den 20 augusti 1925, var en brittisk kolonialguvernör, som spelade en viktig roll i grundandet av Nigeria.
Goldie ingick vid unga år i den brittiska armén, men ägnade sig snart åt upptäcktsfärder i Västafrika, särskilt i Nigerområdet. Där blev han ledare för de brittiska koloniseringssträvandena, och samlade 1879 dessas intressenter till United African Company, vilket 1881 omorganiserades under namnet National African Company.
År 1886 hade kompaniet ytterligare utvidgats och fick kungligt fribrev som Royal Niger Company, med lord Aberdare som guvernör och Goldie som viceguvernör. Dessförinnan hade han genom köp förvärvat franska köpmäns territorialrättigheter vid nedre Niger, vid Berlinkonferensen 1884 tjänstgjort som sakkunnig rörande Nigerområdet samt därefter tillsammans med upptäcktsresanden Joseph Thomson å kompaniets vägnar slutit fördrag om landupplåtelse med flera hundra infödda hövdingar.
1897 deltog Goldie i kompaniets fälttåg mot de muslimska staterna Nupe och Ilorin, samt genomdrev, när gränsstriderna med Frankrike hotade att förlama kompaniets koloniseringsverksamhet, att den brittiska staten den 1 januari 1900 mot en penningsumma övertog kompaniets besittningar vid Niger, som då förvandlades till protektoratet Northern Nigeria.
Goldie erhöll 1887 knightvärdighet och blev 1898 medlem av Privy Council; han var även medlem av 1902–1903 års stora undersökningskommission om krigföringen i Sydafrika och utsågs 1905 till president i Royal Geographical Society.